# Steve Johnson (personage)
Steve Johnson is een personage uit de soapserie Days of our Lives, hij wordt ook Patch Johnson genoemd omdat hij een ooglapje draagt. De rol wordt gespeeld door Stephen Nichols. Hij speelde de rol van juni 1985 tot oktober 1990, en opnieuw vanaf 2006.

## Personagebeschrijving

### 1985-1990
Steve werkte samen met Bo Brady en de twee waren goede vrienden tot ze beiden verliefd werden op een zekere Britta. De twee mannen zagen de verovering van Britta als een competitie en deze eindigde in een mesgevecht waarbij Steve zijn oog verloor.
Steve ging voor Victor Kiriakis werken en moest voor hem een film stelen die in het bezit was van Kimberly Brady. De film was erg populair en belandde in de handen van Melissa en Pete Jannings, die meteen wisten dat de informatie die ze nu hadden gevaarlijk was. Bo en Hope volgden hem omdat ze Victor wilde straffen voor al zijn misdaden. Victor en Steve werden gearresteerd, maar Victor kon hen beiden vrij krijgen omdat hij Larry Welch chanteerde zodat hij de schuld op zich nam.
In 1986 leerde hij Kayla Brady kennen met werd verliefd op haar. Nadat Steve nachtmerries begon te krijgen omdat zijn vader door zijn zus Adrienne vermoord was keerde hij zich tegen Kayla. Steve wilde Harper Deveraux helpen bij het veinzen van zijn dood, maar hier stak Victor Kiriakis een stokje voor door de kogels in Steve’s pistool te vervangen door echte. Steve sloeg op de vlucht en werd later vrijgesproken. Harper huurde Kayla in om zijn zoon Jack Deveraux te verplegen. Jack werd smoorverliefd op Kayla. Steve en Adrienne ontdekten intussen dat Jack hun broer was maar omdat hij stervende was vertelden ze dat niet aan hem. Jack vroeg Kayla ten huwelijk en omdat Steve haar nog steeds afwees, omdat hij zag dat ze Jack gelukkig maakte, nam ze het aanzoek aan.
Kayla en Jack trouwden op 15 september 1987 maar ze consumeerden het huwelijk niet omdat Kayla excuses bleef zoeken. Harper begon Kayla te vergiftigen omdat hij dacht dat ze ontdekt had dat Jack geadopteerd was. Steve nam haar mee uit het Deveraux huis maar Kayla weigerde te geloven dat iemand haar wilde vergiftigen. Ze liep weg en werd bewusteloos teruggevonden door Melissa Jannings, die meteen verdacht werd tot poging tot moord. Kayla vroeg aan Steve waarom hij haar ontvoerde terwijl het er op leek dat hij niet om haar gaf en toen gaf hij toe dat Jack zijn broer was en dat hij hem een kans wou geven. Kayla en Steve begonnen een verhouding en zij wilde scheiden van Jack, maar Steve en Jo probeerden haar te overtuigen dit niet te doen tot na de verkiezingen omdat Jack heel wat stemmen zou verliezen bij een scheiding. Kayla ging akkoord en bleef bij Jack excuses zoeken om niet met hem naar bed te gaan.
Jack hoopte dat het nieuwe jaar beterschap zou brengen en kocht een jurk voor Kayla, zij liet hem echter zitten om bij Steve te zijn. Een journalist maakte stiekem foto’s van het paar. Twee weken later won Jack de verkiezingen en de journalist confronteerde hem met de foto’s van Kayla en Steve. Het was duidelijk dat ze een verhouding hadden en aan de jurk te zien was dit op oudejaarsavond gebeurd. Jack was woedend en confronteerde Kayla toen ze thuiskwam. Nadat ze niet kon ontkennen dat de foto’s tijdens hun huwelijk genomen werden verkrachtte hij haar en zei haar dat hij nam wat rechtmatig van hem was.
Jack kreeg een enorm schuldgevoel om wat hij Kayla had aangedaan, maar was evenzeer nog kwaad. Hij weigerde te scheiden en huurde iemand in om Steve in elkaar te slaan. Nadat Kayla aan Steve bekende dat Jack haar verkracht had maakten de heren ruzie op een dak en Jack viel hiervan af. In het ziekenhuis werd duidelijk dat zijn nier beschadigd was en hij had een transplantatie nodig. Steve’s moeder Jo vroeg aan hem om zijn nier aan zijn broer af te staan. Jack weigerde aanvankelijk, maar Mike Horton kon hem overtuigen om deze toch aan te nemen. Dit veranderde Jack’s mening over Steve echter niets. Kayla had er genoeg van en vroeg de scheiding aan en klaagde Jack aan wegens vekrachting. Kayla vroeg de scheiding aan en klaagde Jack aan voor verkrachting maar door zijn connecties bleef hij buiten schot.
Kayla ging opnieuw voor de Riverfront Emergency kliniek werken en werd daar aangevallen. Tijdens de aanval volgde er een explosie waardoor ze haar spraak en gehoor verloor. Ze had een black-out en wist niet meer wie de aanvaller was, toen ze zich dit herinnerde ging ze naar haar zus Kimberly om te zeggen dat Harper de dader was. Harper ontvoerde Kim en Kayla en ze werden uiteindelijk gered door Steve Johnson. Kayla werd geopereerd aan haar gehoor en kreeg dit terug, maar haar spraak bleef weg. Steve deed een huwelijksaanzoek en op 28 juli 1988 trouwden ze. Kayla kon ‘ja’ zeggen bij de trouwgeloften en had haar spraak teruggekregen. Op hun huwelijksreis in het oosten vonden ze een doof jongetje dat Benji heette. Er was geen spoor van zijn moeder en ze besloten om voor hem te zorgen.
Steven en Kayla wilden Benji adopteren, maar toen dook zijn moeder Ellen Hawk op. Ellen vertelde hen dat Benji’s vader een gevaarlijk man was en om haar zoon te beschermen liet ze hem bij Kayla en Steve. Later werd Ellen dood aangetroffen en kwam aan het licht dat Stefano DiMera de vader was van Benji. Zijn grootvader Orion nam Benji mee en bracht hem in veiligheid. Jack hielp Victor Kiriakis om ervoor te zorgen dat Harper uit de gevangenis kon ontsnappen. Het plan mislukte en Harper werd neergeschoten op weg naar de luchthaven. Jack nam hem mee naar Riverfront waar Harper Kayla opnieuw gijzelde. Steve redde Kayla andermaal en Harper ging terug naar de gevangenis.
In 1989 vond Steve een zwaar verbrande man genaamd Nick en hield hem verborgen. Na een tijd lichtte hij Kayla in over Nick en toen deze weer op de been was verhuisde hij naar een oud landhuis. Een oude kennis van Nick, Eddie, was uit op geld van Harper Deveraux dat verborgen zou zijn in het huis van Nick. Steve en Kayla hielpen Nick om Eddie in de val te lokken, maar werden beschuldigd van samen spannen om het gestolen geld te verbergen. Uiteindelijk kwam Eddie om het leven en om Steve en Kayla te bedanken schonk Nick zijn huis aan hen.
Kayla werd zwanger en het gelukkige koppel dacht dat hun leven nu normaal zou worden, maar dan dook Marina Toscano op die beweerde de vrouw van Steve te zijn. Ze waren inderdaad getrouwd, maar Steve dacht dat hij haar vermoord had toen ze een ruzie hadden op een schip en Marina overboord viel. Marina wilde Steve niet terug maar vroeg om zijn hulp om een oude sleutel die ze vroeger in de zee hadden gegooid terug te krijgen. Kayla moedigde hem aan om mee te helpen in de hoop dat Marina hem een scheiding zou toestaan. Ze gingen alle drie naar Italië om de sleutel terug te vinden. Nadat ze die gevonden hadden moesten ze afrekenen met mannetjes van Victor Kiriakis. Steve werd hierbij gewond en zijn glazen oog werd beschadigd waardoor hij opnieuw zijn ooglapje moest dragen.
In Salem maakten Kayla en Marina ruzie omdat Marina hen in gevaar had gebracht en duwde haar op de grond. Kayla werd nu door Victor ontvoerd die de echte sleutel wilde hebben die Marina had verborge in het huis van Steve en Kayla. Isabella Toscano gaf de sleutel aan Victor en Kayla werd vrijgelaten. Zij en Steve wilden hertrouwen voor hun kind geboren werd maar tijdens de ceremonie werd Kayla gearresteerd voor de moord op Marina. Victor had een tape gestuurd naar Roman en Abe Carver waarop stond dat Kayla Marina dreigde te vermoord en haar dan duwde en wegging. Roman moest zijn zus Kayla wel arresteren. Ze kreeg een proces en werd schuldig bevonden en ging naar de gevangenis. Op 19 februari 1990 kreeg ze een dochter, Stephanie, die ze aan Steve gaf om op te voeden. Steve huurde een kinderjuf in, Kelly Parker, om voor Stephanie te zorgen. Wat Steve niet wist was dat Kelly een gestoorde vrouw was die eigenlijk Sheila Salsbury heette en haar kind verloren had rond dezelfde tijd dat Kayla bevallen was. Sheila werd geobsedeerd door de baby en ontvoerde haar toen Kayla uit de gevangenis ontsnapte.
Kayla en Steve vluchtten het land uit en volgden Sheila naar Australië waar ze Bo en Hope tegenkwamen, die al enkele jaren uit Salem vertrokken waren. Met de hulp van Bo en Hope kregen ze hun kind terug. Nadat Kayla werd vrijgesproken op de moord van Marina besloten ze terug te keren naar Salem. Harper Deveraux ontsnapte intussen uit de gevangenis en wilde zich wreken op Steve. Hij wilde Steve neerschieten van op de kerktoren tijdens zijn tweede huwelijk met Kayla. Jack ontdekte het plan van Harper en kon hem stoppen door hem van de kerktoren te duwen. Harper stierf en Kayla en Steve gingen door met de bruiloft op 13 augustus 1990.
Steve besloot om politieagent te worder. Op een avond kwam hij in de haven en zag een verdachte boot liggen. Hij keek het na en vond een kaartje dat aan Bo gericht was en van Lawrence Alamain kwam. Plotseling ontplofte de boot. Steve belandde in een coma, maar ontwaakte uiteindelijk. Omdat Steve een bedreiging vormde voor Lawrence vergiftigde hij hem en Steve overleed.

### 2006-heden
In 2006 bleek dat Steve nog steeds in leven was. Hij leed aan geheugenverlies en noemde zichzelf Nick. Het was zijn halfbroer Jack die hem terug vond. Steve keerde terug naar Salem waar ook Kayla opnieuw opgedoken was voor het huwelijk van Frankie Brady en Jennifer Horton. Ze was in shock toen ze Steve in de kerk zag. Kayla vond het verschrikkelijk dat Steve haar niet meer herkende. Na een paar maanden kwam zijn geheugen terug en begonnen ze opnieuw een relatie. Kayla werd opnieuw zwanger en baarde een zoon, Joseph Johnson.